# Goldhofer

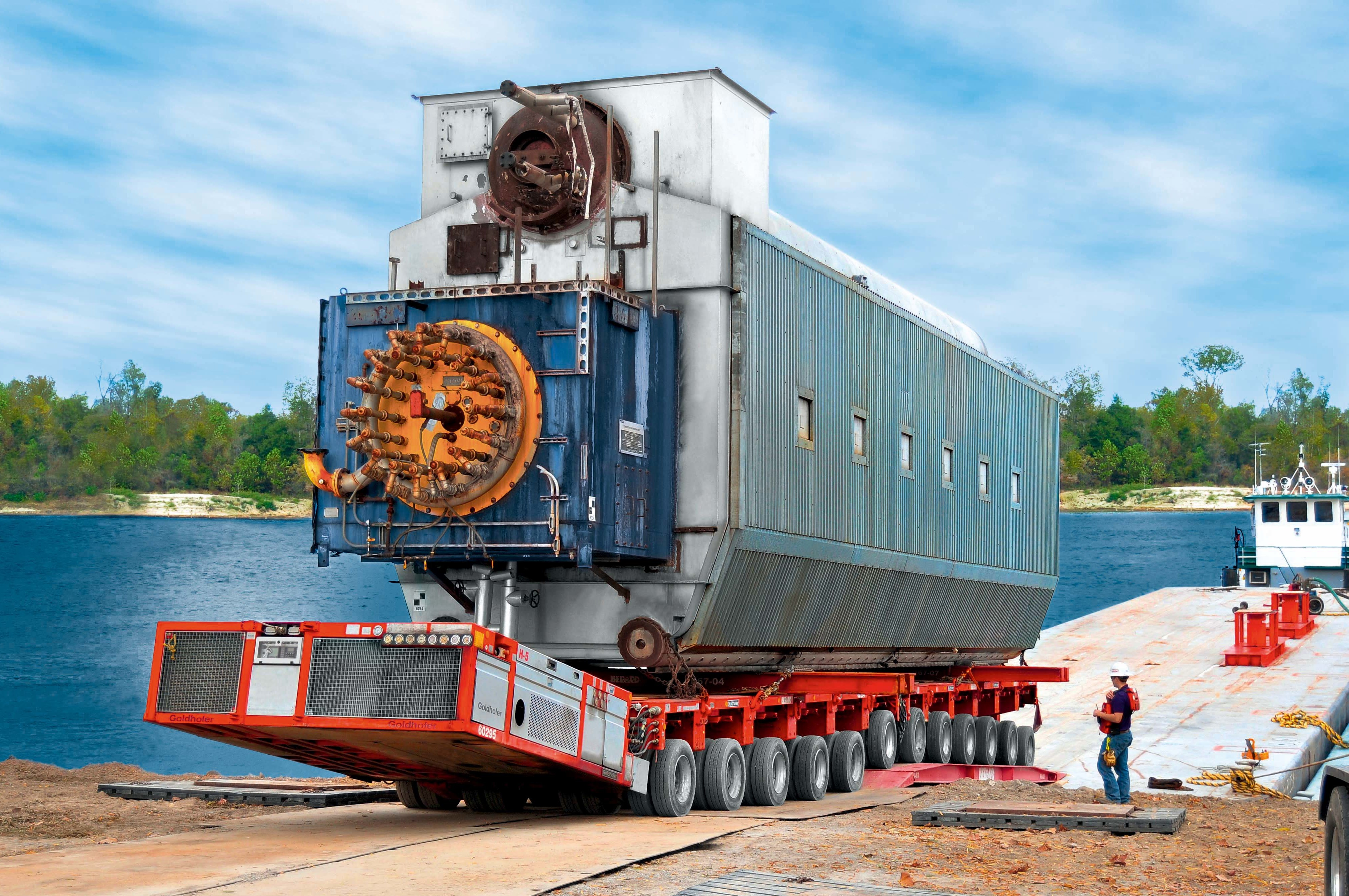
En tung självgående trailer från Goldhofer

Goldhofer är en tysk producent av trailers och tunga släpvagnar. Huvudkontoret ligger i Memmingen i södra Tyskland. Företaget nämns för första gången redan 1705 men inte förrän 1946 etableras namnet "Allgäuer Farzeugwerke Goldhofer KG".
Man har idag specialiserat sig på tungtransporter och redan 1952 byggdes den första maskinsläpvagnen.
1963 byggdes den första tungsläpet med mekanisk axelupphängning och styrbara axlar, en släpvagn med 8 axlar. 1972 presenterade Alois Goldhofer den första THPK modul trailern, den kom 1989 att bli den första "självgående" trailern.